# Blinker the Star
Blinker the Star es una banda de indie rock de Pembroke, Ontario, Canadá. El líder del grupo, Jordon Zadorzny, es conocido por haber coescrito canciones con Courtney Love. Han colaborado con los álbumes de la banda artistas renombrados como Lindsey Buckingham, Leland Sklar y Ken Andrews entre otros.

## Historia
A su primer lanzamiento, siguió su mudanza a Montreal. Gracias a las críticas favorables que recibió su debut homónimo del 1993, en cual se escucharon tanto riffs de guitarra pesados, intensos y potentes como temas más suaves y melancólicos, la banda lanzó dos discos con la ayuda de varias discográficas estadounidenses y fue promocionada como una potencial sensación del rock alternativo. Pese a todo el potencial comercial del género ya había disminuido sustancialmente cuando el grupo lanzó su debut discográfico, A Burgeois Kitten, en 1996.
El éxito comercial nunca se dio. Sin embargo canciones del disco August Everywhere lanzado en 1999, particularmente el tema "Below the Sliding Doors, sonaron con frecuencia en estaciones de radio canadienses como 102.1 The Edge, el álbum llegó a ocupar el puesto 89 en la lista de los top 102 de The Edge en ese mismo año. Después de haber sido despedidos de Dream Works Records, hicieron su reaparición en el 2003 con el disco Still in Rome. Luego del lanzamiento del disco la banda tomó un receso que duró casi una década reagrupándose recién en la primavera del 2012 cuando lanzaron su más reciente álbum, We Draw Lines.

## Discografía
- Blinker the Star (Treat & Release, 1993)
- A Bourgeois Kitten (A&M Records, 1996)
- August Everywhere (Dreamworks Records, 1999)
- Still in Rome (Maple Nationwide Records, 2003)
- We Draw Lines (Nile River Records, 2012)

- Datos: Q4926768